# ヤマトウシオグモ
ヤマトウシオグモ （学名：Desis japonica）は、ウシオグモ科のクモの1種。

## 特徴
上顎がよく発達しており、体長は雌雄共に6mm程度であるが、上顎を合わせると8mmになる。頭胸部は縦長で、頭部は幅広くなっている。中窩は縦向きになっており、放射溝や頸溝は明瞭に入る。眼は8眼2列に配置し、その範囲の幅は頭部の幅の約半分あり、前列眼はほぼ真横真っ直ぐに並び、後列眼は強く後曲、つまり中眼より側眼がはっきりと後方に位置する。前中眼の間隔は狭くて中眼の径より短く、中眼と側眼の間は眼の径とほぼ同じ程度。後中眼の間隔は眼の径の約2倍あり、後中眼と後側眼の間は眼の径の1.5倍ほど。上顎は長くて前に突き出しており、その長さは背甲の長さよりやや短い程度である。上顎には外顆があり、上顎の内側にある前牙堤と後牙堤には前に7本、後に2本の歯があってそれぞれ顎の基部から等間隔に配置している。雄では触肢が長く発達し、その脛節の外部に先端が2つに分かれた突起がある。糸疣には篩板はなく、大きな間疣がある。
体色は背甲が赤褐色で後方の色が暗くなっており、特に頸部の両肩が黒褐色となっている。胸板は褐色で周辺の色が濃くなっている。歩脚は黄褐色で第1脚の基節は暗褐色。腹部は黄褐色で灰色の毛に覆われている。

## 分布
かつては南半球にわたる広い分布を持つものと考えられていたが、現在では日本固有種とされており、国内での分布は本州の南岸域、四国、九州、それに南西諸島となっている。
タイプ標本は和歌山県の白浜で採集された雄成体であり、トカラ列島の宝島で採集された雌成体と合わせて記載された。

## 生態など
生息環境は岩礁海岸の潮間帯に住み、満潮時には海水中で過ごす。貝やフジツボの空き殻、岩の凹みなどに袋状の巣を作り、満潮時には海水の水面下でこの中に籠もって過ごす。干潮時に干出すると外に出て徘徊して獲物を探す。成体の出現する時期は5～8月である。

## 分類など
本種の属するウシオグモ属には世界で14種があり、主に南半球から知られており、日本では本種のみが知られている。その点では他に似たものはない。Yaginuma(1956) によると本属のものとしてはニュージーランド、オーストラリア、ニューカレドニアから知られている D. marina がよく似ているとのことで、本属の他種と本種を区別する特徴としては眼の配列、特に後中眼が互いに接近すること、上顎の長さが背甲の長さを超えないことがあげられている。
本属のクモは何れも潮間帯に生息することが知られている。海岸に生息するクモは種数は少ないが他にもあり、例えば本種と同科のイソタナグモ Paratheuma shirahamaensis も海岸性の種であるが、その生息域は潮間帯より上の海水に浸らない場所である。